# Список премьер-министров Родезии
Премьер-министр Родезии (англ. Prime Minister of Rhodesia; до 1964 Южной Родезии) — глава правительства и глава исполнительной власти Родезии.
Должность была учреждена в 1923 году при получении Южной Родезией широкого самоуправления. Политическое устройство государства была основана на Вестминстерской системе.
Данный список включает в себя премьеров (1923—1933) и премьер-министров (1933—1965) самоуправляемой колонии Южная Родезия, в том числе в составе Федерации Родезии и Ньясаленда, в которую Южная Родезия входила в 1953—1964 годах, а также премьер-министров самопровозглашённых и не получивших международно-правового признания государств Родезия (1965—1979, в 1970 году провозглашена республикой) и Зимбабве-Родезия (1979 год).
Первоначально руководитель правительства назначался представлявшим монарха Великобритании губернатором Южной Родезии, а после провозглашения республики — её президентом.
12 декабря 1979 года Великобритания возобновила колониальный контроль над страной в соответствии с решениями Ланкастерхаузской конференции. 18 апреля 1980 года была провозглашена независимость Зимбабве.

## ПремьерыЮжной Родезии
На проведённом 27 октября 1922 года референдуме население Южной Родезии проголосовало против её включения в Южно-Африканский союз и высказалось за создание ответственного перед парламентом правительства, на основании чего победившая в 1920 году на выборах в законодательный совет Ассоциация ответственного правительства сформировала министерский кабинет во главе с премьером (англ. Premier of South Zambesia) Сэром Чарльзом Колэном.
|   | Портрет | Имя                                                                         | Вступил в должность | Покинул должность | Политическая партия | Выборы |
| - | ------- | --------------------------------------------------------------------------- | ------------------- | ----------------- | ------------------- | ------ |
| 1 |         | Сэр Чарльз Патрик Джон Колэн (1863—1927) англ. Charles Patrick John Coghlan | 1 октября 1923      | 28 августа 1927   | Родезийская партия  | 1924   |
| 2 |         | Ховард Унвин Моффэт (1869—1951) англ. Howard Unwin Moffat                   | 28 августа 1927     | апрель 1933       | Родезийская партия  | 1924   |
| 2 | 1928    | Ховард Унвин Моффэт (1869—1951) англ. Howard Unwin Moffat                   | 28 августа 1927     | апрель 1933       | Родезийская партия  |        |

## Премьер-министрыЮжной Родезии
В апреле 1933 года должность главы правительства Южной Родезии получила наименование премьер-министр (англ. Prime minister of South Zambesia).
С 1 августа 1953 года по 31 декабря 1963 года Южная Родезия входила в состав Федерации Родезии и Ньясаленда (англ. Federation of Rhodesia and Nyasaland, вместе с Северной Родезией и Ньясалендом), со столицей в Солсбери. 7 сентября 1953 года первым премьер-министром федерации был утверждён Сэр Годфри Мартин Хаггинс, оставивший в тот же день пост главы правительства Южной Родезии.
|      | Портрет                         | Имя                                                                                     | Вступил в должность                                                             | Покинул должность | Политическая партия | Выборы |
| ---- | ------------------------------- | --------------------------------------------------------------------------------------- | ------------------------------------------------------------------------------- | ----------------- | ------------------- | ------ |
| (2)  |                                 | Ховард Унвин Моффэт (1869—1951) англ. Howard Unwin Moffat                               | апрель 1933                                                                     | 5 июля 1933       | Родезийская партия  | (1928) |
| 3    |                                 | Джордж Митчелл (1867—1937) англ. George Mitchell                                        | 5 июля 1933                                                                     | 12 сентября 1933  | Родезийская партия  | (1928) |
| 4    |                                 | Сэр Годфри Мартин Хаггинс (1869—1951) англ. Godfrey Martin Huggins                      | 12 сентября 1933                                                                | 7 сентября 1953   | Партия реформ       | 1933   |
|      | Объединённая родезийская партия | Сэр Годфри Мартин Хаггинс (1869—1951) англ. Godfrey Martin Huggins                      | 12 сентября 1933                                                                | 7 сентября 1953   | 1934 1939 1946      |        |
| 1948 | Объединённая родезийская партия | Сэр Годфри Мартин Хаггинс (1869—1951) англ. Godfrey Martin Huggins                      | 12 сентября 1933                                                                | 7 сентября 1953   |                     |        |
| 5    | Объединённая родезийская партия |                                                                                         | Реджинальд Стивен Гарфилд Тодд (1908—2002) англ. Reginald Stephen Garfield Todd | 7 сентября 1953   | 17 февраля 1958     |        |
| 5    | Объединённая родезийская партия | 1954                                                                                    | Реджинальд Стивен Гарфилд Тодд (1908—2002) англ. Reginald Stephen Garfield Todd | 7 сентября 1953   | 17 февраля 1958     |        |
|      | Объединённая федеральная партия |                                                                                         | Реджинальд Стивен Гарфилд Тодд (1908—2002) англ. Reginald Stephen Garfield Todd | 7 сентября 1953   | 17 февраля 1958     |        |
| 6    |                                 | Сэр Эдгар Кутберт Фримантл Уайтхед (1905—1971) англ. Edgar Cuthbert Fremantle Whitehead | 17 февраля 1958                                                                 | 17 декабря 1962   |                     |        |
| 6    | 1958                            | Сэр Эдгар Кутберт Фримантл Уайтхед (1905—1971) англ. Edgar Cuthbert Fremantle Whitehead | 17 февраля 1958                                                                 | 17 декабря 1962   |                     |        |
| 7    |                                 | Сэр Уинстон Джозеф Филд (1904—1969) англ. Winston Joseph Field                          | 17 декабря 1962                                                                 | 13 апреля 1964    | Родезийский фронт   | 1962   |
| 8    |                                 | Ян Дуглас Смит (1919—2007) англ. Ian Douglas Smith                                      | 13 апреля 1964                                                                  | 11 ноября 1965    | Родезийский фронт   | 1962   |
| 8    | 1965                            | Ян Дуглас Смит (1919—2007) англ. Ian Douglas Smith                                      | 13 апреля 1964                                                                  | 11 ноября 1965    | Родезийский фронт   |        |

## Премьер-министрРодезии
11 ноября 1965 года возглавляемое Яном Смитом правительство Родезийского фронта, основываясь на результатах референдума о независимости Южной Родезии (был проведён 5 ноября 1964 года), провозгласило одностороннюю декларацию независимости страны от Соединенного Королевства. В первое время Ян Смит стремился сохранить Родезию в составе Содружества с Елизаветой II как королевой и главой государства Родезии, однако позже решил разорвать конституционные связи с Великобританией, провозгласив страну республикой 2 марта 1970 года.
|     | Портрет | Имя                                                | Вступил в должность | Покинул должность | Политическая партия | Выборы                |
| --- | ------- | -------------------------------------------------- | ------------------- | ----------------- | ------------------- | --------------------- |
| (8) |         | Ян Дуглас Смит (1919—2007) англ. Ian Douglas Smith | 11 ноября 1965      | 1 июня 1979       | Родезийский фронт   | (1965) 1970 1974 1977 |

## Премьер-министрЗимбабве-Родезии
В 1979 году в Родезии было достигнуто внутреннее урегулирование конфликта между белой и чёрной общинами страны. 1 июня 1979 года было создано правительство чёрного большинства, а страна переименована в Зимбабве-Родезию.
Зимбабве-Родезия так же не получила международного признания, и 12 декабря 1979 года Великобритания возобновила колониальный контроль над ней в соответствии с решениями Ланкастерхаузской конференции, после чего вновь назначенный губернатор Южной Родезии Артур Кристофер Джон Соумс, барон Соумс осуществлял прямое (без формирования правительства) управление колонией, обеспечивая проведение всеобщих выборов 1980 года, по результатам которых было сформировано коалиционное правительство и 18 апреля 1980 года была провозглашена независимость Зимбабве.
|   | Портрет | Имя                                                                        | Вступил в должность | Покинул должность | Политическая партия                         | Выборы |
| - | ------- | -------------------------------------------------------------------------- | ------------------- | ----------------- | ------------------------------------------- | ------ |
| 9 |         | епископ Абель Тендекайи Музорева (1925—2010) англ. Abel Tendekayi Muzorewa | 1 июня 1979         | 12 декабря 1979   | Объединённый африканский национальный совет | 1979   |